# Shoe
Shoe est un comic strip créé par Jeff MacNelly en 1977.

## Présentation
Shoe est créé en 1977 par Jeff MacNelly. Celui-ci était auparavant un dessinateur de presse politique récompensé par un prix Pulitzer. Cette expérience dans la presse se retrouve dans ce comics puisqu'il raconte sous une forme humoristique les aventures d'une rédaction dirigée par P. Martin "Shoe" Shoemaker. L'autre personnage important est le journaliste Cosmo "The Perfessor" Fishhawk. Ce qui distingue surtout ce journal est que tous les membres sont des oiseaux.

## Auteurs
Jeff MacNelly réalise ce strip de 1977 jusqu'à sa mort en 2000. La série est alors reprise par son épouse Susan MacNelly et ses assistants Chris Cassatt et Gary Brookins. Ce dernier quitte le strip en 2020 et est remplacé par Ben Lansing.

## Récompenses
- Prix Pulitzer en 1978 et 1985[1].
- Prix Reuben en 1978 et 1979[1].